# Liparis parvula
Liparis parvula är en orkidéart som först beskrevs av Joseph Dalton Hooker, och fick sitt nu gällande namn av Henry Nicholas Ridley. Liparis parvula ingår i släktet gulyxnen, och familjen orkidéer. Inga underarter finns listade i Catalogue of Life.